# Šoporňa
Šoporňa es un municipio del distrito de Galanta en la región de Trnava, Eslovaquia, con una población estimada a final del año 2024 de 4032 habitantes.
Se encuentra ubicado en el centro-sur de la región, en la depresión danubiana y cerca del río Váh (cuenca hidrográfica del Danubio) y de la región de Bratislava.

## Demografía
| Año        | 1994 | 2004    | 2014    | 2024    |
| ---------- | ---- | ------- | ------- | ------- |
| Población  | 4000 | 4149    | 4171    | 4032    |
| Diferencia |      | +3,72 % | +0,53 % | −3,33 % |

| Año        | 2023 | 2024    |
| ---------- | ---- | ------- |
| Población  | 4079 | 4032    |
| Diferencia |      | −1,15 % |